# Sveučilište u Salamanci
Sveučilište u Salamanci (šp. Universidad de Salamanca; lat.: Universitas Studii Salamanticensis) nalazi se u Salamanci i najstarije je sveučilište u Španjolskoj i treće po starosti sveučilište na svijetu koje kontinuirano djeluje.
Sveučilište je 1218. godine osnovao Alfons IX., leonski kralj kao zajedničku školu kraljevstva, kako bi stanovnici Kraljevine León mogli studirati unutar njegovog kraljevstva i ne morali ići u Kraljevinu Kastilju. Dana 8. svibnja 1254. godine, kralj Alfons X. izdao je osnivačku povelju kojom ga je uzdigao na status sveučilišta. Istovremeno je od pape Aleksandra IV. zatražio univerzalno priznavanje akademskih stupnjeva koje je dodijelilo. Poglavar Crkve dao je svoje opće odobrenje ovom zahtjevu bulom iz 1255. godine.
Neke su zgrade izgrađene u pleterskom stilu. Kada se Kolumbo obratio španjolskim vladarima Izabeli I. i Ferdinandu II. za podršku za svoju ekspediciju u Indiju, to je učinio u predavanju geografima na Sveučilištu u Salamanci.
Francisco de Vitoria osnovao je 1526. godine Školu u Salamanci, koja je činila jezgru kasne španjolske skolastike. Vitorijini studenti postali su osnivači modernog prirodnog prava i klasične ekonomije.
Na kraju španjolskog zlatnog doba (1550. do 1650.), kvaliteta akademskog obrazovanja na svim španjolskim sveučilištima opala je. Kvaliteta profesora i studenata, kao i ugled Sveučilišta, potom su opali.
Osim Sveučilišta u Salamanci, u gradu od 1940. postoji i Papinsko sveučilište u Salamanci. Tamo su ponovno osnovani bivši fakulteti teologije i kanonskog prava, koje je španjolska država raspustila 1852. godine.
Danas je Sveučilište dom nekoliko vrlo cijenjenih istraživačkih instituta. U suradnji sa Sveučilištem u Cambridgeu, 1989. godine razvilo je „Društvo pružatelja jezičnih ispita u Europi” (ALTE). Veliki dijelovi ispita „Diploma de Español como Lengua Extranjera” (DELE, hrv. diploma iz španjolskog kao stranog jezika) osmišljavaju se i ocjenjuju na Sveučilištu u Salamanci.